# Теуакан
Теуака́н (исп. Tehuacán) — город и муниципалитет в Мексике, входит в штат Пуэбла. В ряде источников описывается как Тегуакан, Техуакан или Теотихуакан.
Население — 260 923 человека. Муниципалитет имеет площадь 390,36 км².

## Культура
Теуакан известен тем, что проводит множество традиционных и костюмированных фестивалей. Одним из самых известных является фестиваль Internacional de Tehuacán 1660, почитающий исторические и культурные традиции города.
В конце девятнадцатого века город был хорошо известен своими минеральными источниками. Компания Peñafiel (теперь принадлежит Cadbury Schweppes), известный производитель безалкогольных напитков (таких как «Доктор Пеппер»), добывает воду из этих скважин для использования в своих продуктах. В Теуакане создан птицеводческий кластер, что делает город и его окрестности одним из самых важных мест по производству яиц в Мексике.

## Экономика
Основным видом экономической деятельности в долине Теуакан является птицеводство. Муниципалитет является вторым по величине производителем столовых яиц в стране, в Теуакане выращивают бройлеров для дальнейшего производства куриного мяса.
После подписания соглашения НАФТА в Теуакане и его окрестностях было создано множество текстильных макиладор. Эти текстильные фабрики в основном производили синие джинсы для экспорта таким компаниям, как Gap, Guess, Old Navy и JC Penney. В разгар бума «макила» (сокращение от «макиладора») в городе насчитывалось, по оценкам, более 700 «макил», включая те, которые действовали неофициально.

## География
Теуакан расположен в юго-восточной части Мексики.
Город Теуакан имеет население 260 923 человека. Теуакан — важная территория, известная как долина Теуакан с разнообразной экосистемой.
Еще одним важным географическим фактором, который следует учитывать в регионе Оахака и долине Теуакан, является земная область, где расположен город. Теуакан окружен неовулканической осью, который проходит с запада на восток через штат Халиско, север Мичоакана, юг Керетаро, штат Мехико, юг Идальго, север Морелоса, штаты Пуэбла и Тласкала и центр Веракруса. Эта ось соединяет основные действующие вулканы региона, и из-за этой вулканической активности город представляет собой непрерывное движение Земли, особенно в летний и весенний сезоны.
Долина Теуакан представляет большое разнообразие видов растений и животных, особенно биосферный заповедник Теуакан-Куикатлан, расположенный в 30 минутах к юго-западу от Теуакана, который принадлежит городу и защищает 200 видов кактусов, большинство из которых находятся под угрозой исчезновения.

## Религия
Католицизм является наиболее распространенной религией в Теуакане. 1 сентября 1962 года была создана епархия Теуакана, штаб-квартирой которой является кафедральный собор Теуакана, посвященный непорочному зачатию Девы Марии. Епархия Теуакана расположена на юго-востоке штата Пуэбла, площадью 6294 км² с населением 1 008 621 человек, из которых 928 317 являются католиками.
В Теуакане, помимо других протестантских сект, существуют также важные христианские группы евангелистов и Свидетелей Иеговы. Существует также меньшинство мессианских евреев, хотя в меньшей степени есть группы, которые объявляют себя не исповедующими никакой религии.

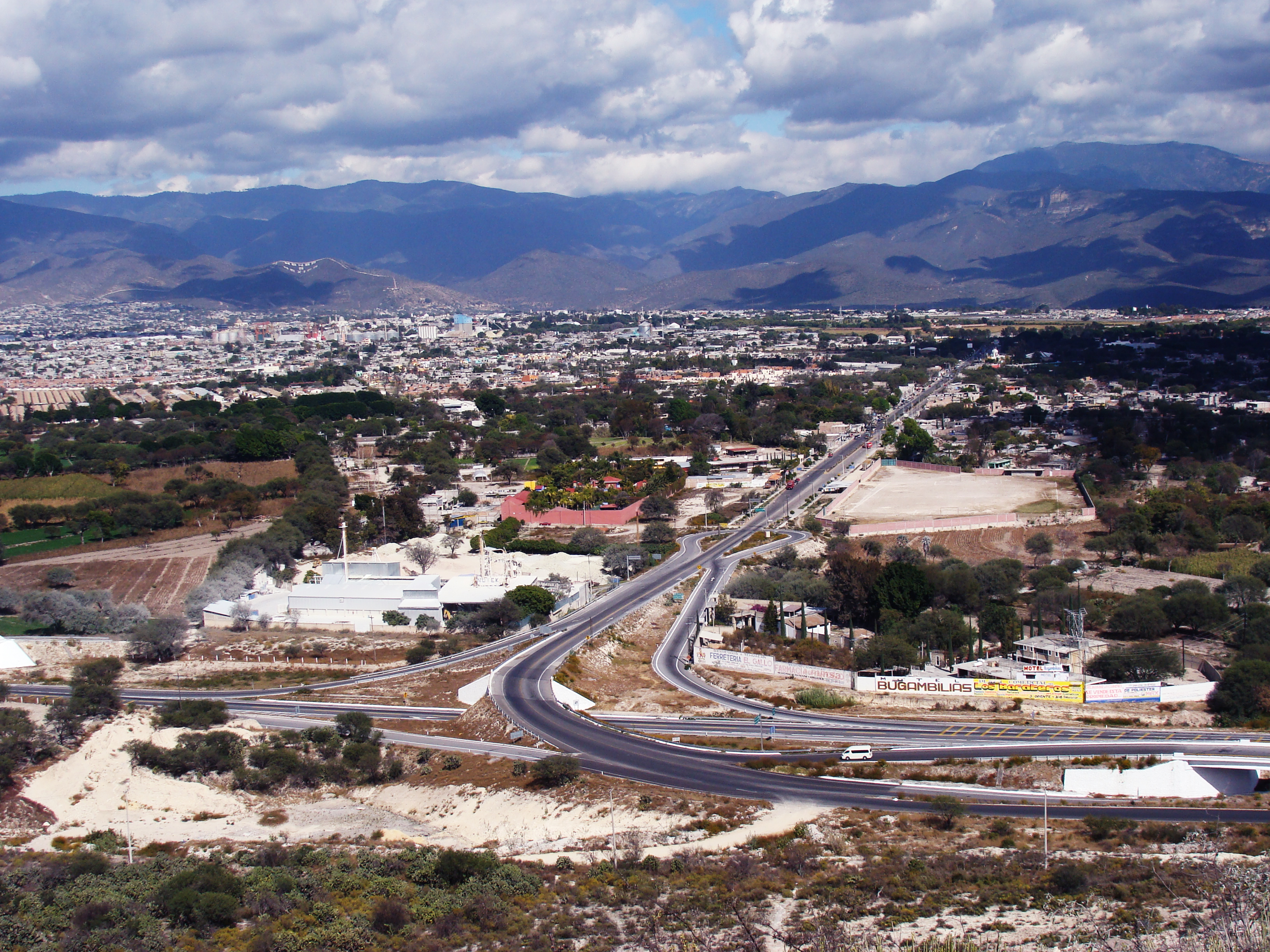
Вид на город Теуакан с юго-запада

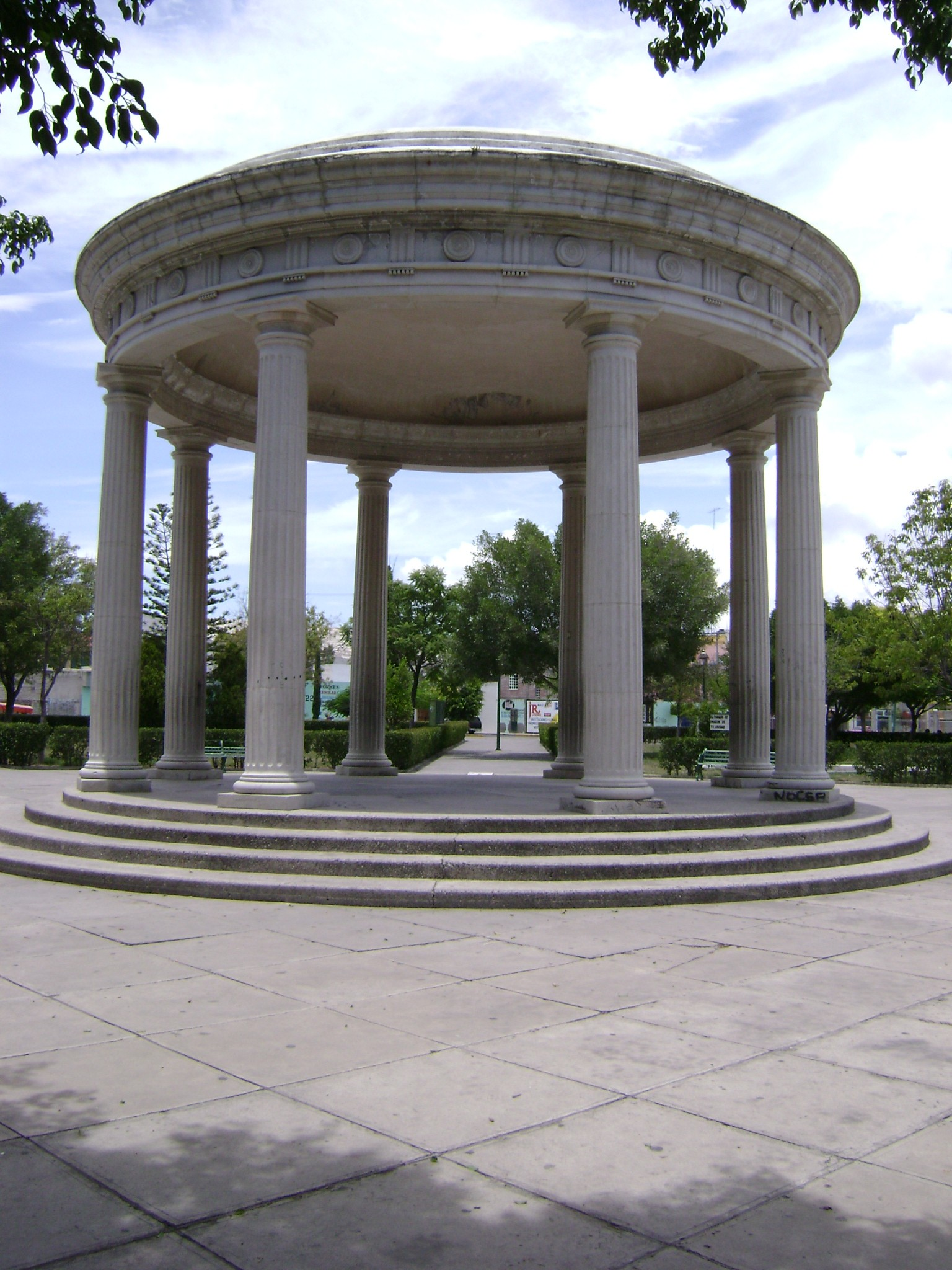
Парк Аркадия